# Đurđekovec
Đurđekovec je naselje u sastavu Grada Zagreba. Nalazi se u gradskoj četvrti Sesvete. Nalazi se sjeveroistočno od centra grada u Sesvetskom Prigorju, oko 5 kilometara sjeverno od Sesveta, ispod same Medvednice, uz srednjovjekovnu prometnicu koja vodi prema poznatom hrvatskom marijanskom svetištu Mariji Bistrici. Smješten je među bregovima te je izdužen.
Sesvetsko Prigorje bilo je već početkom XIII stoljeća gusto naseljeno zahvaljujući svom prometnom smještaju i susjedstvu srednjovjekovnog Gradeca i Kaptola, plodnom zemljištu i gori Medvednici. Sam naziv Prigorje (Sesvetsko) je sam domaći izraz, jer pučanstvo ovoga područja sebe naziva Prigorcima.
Tipična prezimena za taj kraj: Đurković, Petljak, Kovačić, Vrban, Tomurad, Brlekovič, Habek, Polovanec, Lisak etc.
Sjedište je poštanskog ureda broj 10362 Zagreb-Kašina.

## Stanovništvo
Prema popisu stanovništva iz 2001. godine, naselje je imalo 718 stanovnika te 211 obiteljskih kućanstava.

Prema popisu stanovništva 2011. godine naselje je imalo 778 stanovnika.
| broj stanovnika | 199   | 231   | 248   | 298   | 327   | 379   | 407   | 411   | 409   | 387   | 359   | 420   | 516   | 593   | 718   | 778   | 690   |
|                 | 1857. | 1869. | 1880. | 1890. | 1900. | 1910. | 1921. | 1931. | 1948. | 1953. | 1961. | 1971. | 1981. | 1991. | 2001. | 2011. | 2021. |